# Daniele 2
Daniele 2 è il secondo capitolo del Libro di Daniele che racconta come il profeta interpretò un sogno di Nabucodonosor, re di Babilonia. Il re vide una gigantesca statua di quattro metalli, dalla testa d'oro, le spalle e le braccia d'argento, il toros di rame, le gambe di ferro e i piedi di ferro e argilla mescolati; mentre guardava, una pietra "non tagliata da mani umane" distrusse la statua e divenne una montagna che riempiva il mondo intero. Daniele spiegò al re che la statua rappresentava i quattro regni successivi che iniziarono con Babilonia, mentre la pietra e la montagna indicavano un regno stabilito da Dio che non sarebbe mai stato distrutto né ceduto a un altro popolo. (Il sogno e la sua interpretazione sono dati nei versetti 31-45). Nabucodonosor II riconosce quindi la supremazia del Dio di Daniele e lo eleva al potere in Babilonia.

## Interpretazione

La statua in un'illustrazione del 1730: la testa rappresenta l'impero assiro, il busto l'impero persiano e i regni ellenistici, le cosce l'impero romano e le gambe l'impero romano d'Oriente e quello d'Occidente.

Il tema principale del libro di Daniele è la sovranità di Dio sulla storia e su tutti i re della terra. In questo racconto i due temi si uniscono, e la sovranità di Dio viene estesa a tutta la storia, anche quella futura. Quel che conta per l'interpretazione del sogno del re babilonese non sono i doni umani di Daniele o la sua educazione nelle arti della divinazione, ma la "sapienza divina" e il potere che appartengono soltanto a Dio, come indica il profeta quando esorta i suoi compagni a cercare la misericordia di Dio per l'interpretazione dei sogni del re.
L'interpretazione tradizionale del sogno identifica i quattro imperi con l'impero babilonese (la testa), l'impero dei Medi e degli Achemenidi (braccia e busto), l'impero di Alessandro Magno (cosce e gambe) e l'impero romano (i piedi).